# Cadarço

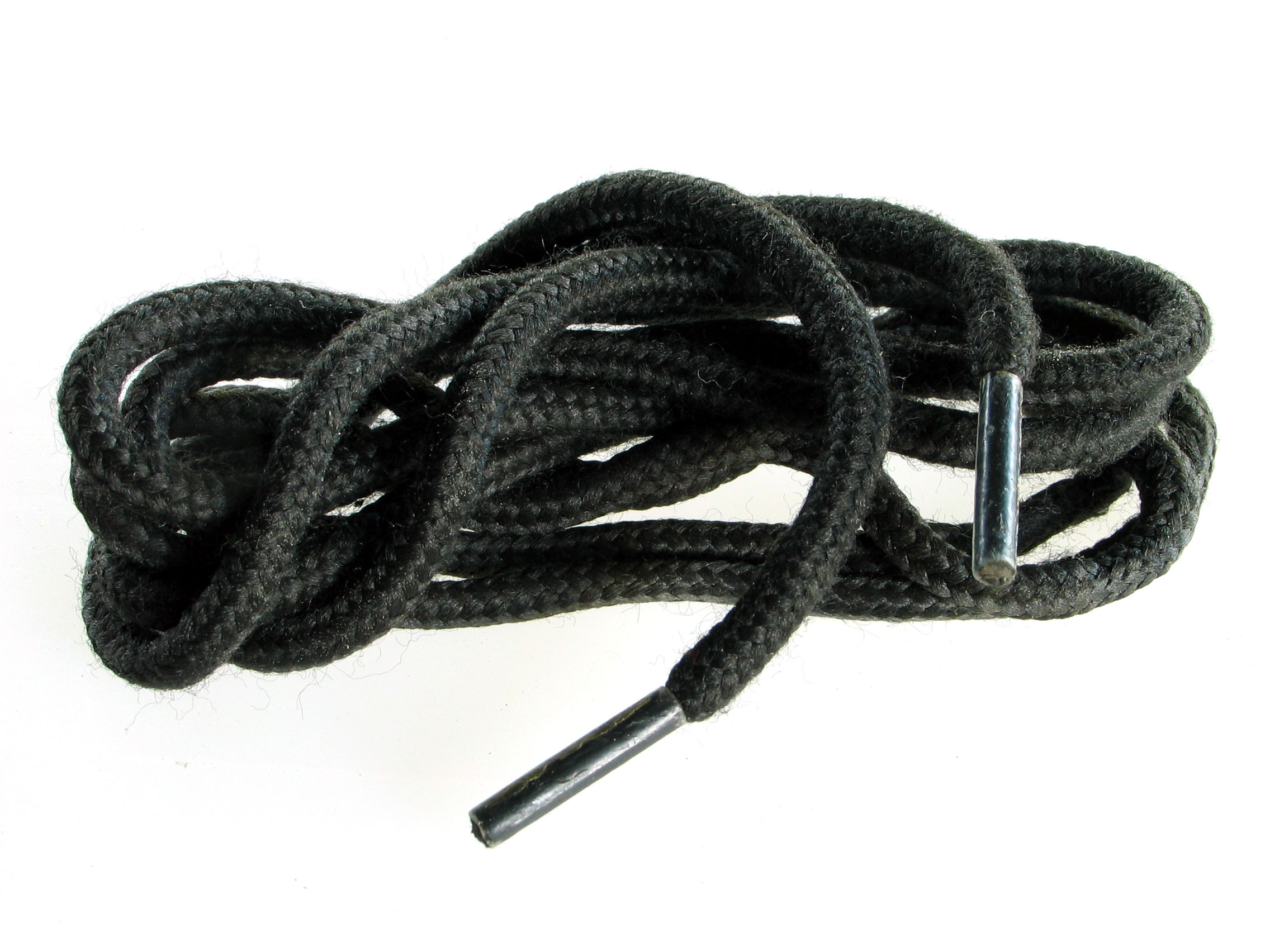
Cadarço preto

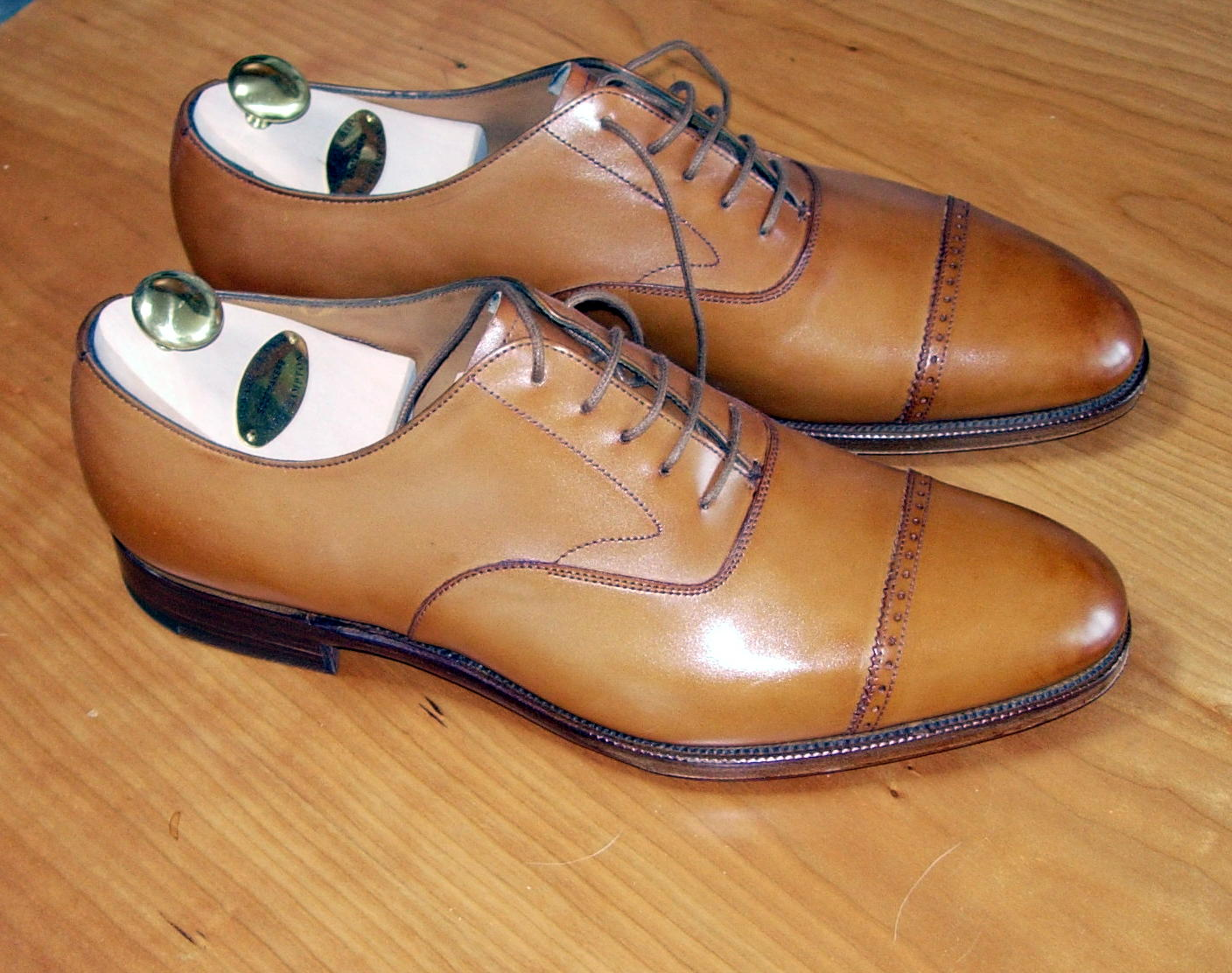
Sapato masculino do tipo Oxford com atacadores/cadarços convencionais

O cadarço (português brasileiro) ou atacador (português europeu) é uma corda normalmente utilizada para fechar e apertar as peças de calçado, ajustando-as ao pé do utilizador. O cordame dos cadarços ou atacadores é composto por um determinado número de fios longitudinais e transversais. Quando solto, o cadarço tem a finalidade de ajudar na hora da colocação; já reforçado e amarrado na forma de nó, mantém o sapato ajustado ao pé.
Pode aparecer com secção transversal chata ou circular, e com a parte extrema revestida de metal ou plástico na ponta, o que ajuda no transpasse do fio pelos  buracos ou ilhoses, chamado de ponteira, canutilho ou ourela.